# Saturday Teenage Kick
Saturday Teenage Kick è il primo album di Junkie XL, pubblicato nel 1998.
La canzone più celebre dell'album, Def Beat, è stata inserita in alcuni videogiochi di corse automobilistiche, come Gran Turismo 3, Need For Speed High Stakes e Test Drive 5.

## Tracce
1. Underachievers - "4:28"
2. Billy Club - "3:11"
3. No Remorse - "6:09"
4. Metrolike - "9:18"
5. X-Panding Limits - "3:17"
6. War - "2:49"
7. Saturday Teenage Kick - "3:45"
8. Dealing With The Roster - "3:19"
9. Fight - "5:51"
10. Melange - "4:09"
11. Def Beat - "4:38"
12. Future In Computer Hell - "2:58"